# Scorpaena
Scorpaena is een geslacht van vissen uit de familie van de schorpioenvissen (Scorpaenidae). Men treft deze vissen vaak aan in de wierwouden en rotskusten van de Middellandse Zee. De schorpioenvissen zijn goed gecamoufleerde dieren die tussen met wieren begroeide stenen wachten tot een prooi naderbij komt. Zij missen een zwemblaas en kunnen slecht zwemmen.

## Soorten
Volgens Fishbase worden de volgende 62 soorten onderscheiden:
- Scorpaena afuerae Hildebrand, 1946
- Scorpaena agassizii Goode & Bean, 1896
- Scorpaena albifimbria Evermann & Marsh, 1900
- Scorpaena angolensis Norman, 1935
- Scorpaena annobonae Eschmeyer, 1969
- Scorpaena ascensionis Eschmeyer, 1971
- Scorpaena azorica Eschmeyer, 1969
- Scorpaena bergii Evermann & Marsh, 1900
- Scorpaena brachyptera Eschmeyer, 1965
- Scorpaena brasiliensis Cuvier, 1829
- Scorpaena brevispina Motomura & Senou, 2008
- Scorpaena bulacephala  Motomura, Last & Yearsley, 2005
- Scorpaena calcarata Goode & Bean, 1882
- Scorpaena canariensis (Sauvage, 1878)
- Scorpaena cardinalis Solander & Richardson, 1842
- Scorpaena cocosensis Motomura, 2004
- Scorpaena colorata (Gilbert, 1905)
- Scorpaena cookii Günther, 1874
- Scorpaena dispar Longley & Hildebrand, 1940
- Scorpaena elachys Eschmeyer, 1965
- Scorpaena elongata Cadenat, 1943
- Scorpaena fernandeziana Steindachner, 1875
- Scorpaena gasta Motomura, Last & Yearsley, 2006
- Scorpaena gibbifrons Fowler, 1938
- Scorpaena grandicornis Cuvier, 1829
- Scorpaena grandisquamis Ogilby, 1910
- Scorpaena guttata Girard, 1854
- Scorpaena hatizyoensis Matsubara, 1943
- Scorpaena hemilepidota Fowler, 1938
- Scorpaena histrio Jenyns, 1840
- Scorpaena inermis Cuvier, 1829
- Scorpaena isthmensis Meek & Hildebrand, 1928
- Scorpaena izensis Jordan & Starks, 1904
- Scorpaena lacrimata Randall & Greenfield, 2004
- Scorpaena laevis Troschel, 1866
- Scorpaena loppei Cadenat, 1943
- Scorpaena maderensis Valenciennes, 1833
- Scorpaena melasma Eschmeyer, 1965
- Scorpaena mellissii Günther, 1868
- Scorpaena miostoma Günther, 1877
- Scorpaena moultoni Whitley, 1961
- Scorpaena mystes Jordan & Starks, 1895
- Scorpaena neglecta Temminck & Schlegel, 1843
- Scorpaena normani Cadenat, 1943
- Scorpaena notata Rafinesque, 1810
- Scorpaena onaria Jordan & Snyder, 1900
- Scorpaena orgila Eschmeyer & Allen, 1971
- Scorpaena papillosa (Schneider & Forster, 1801)
- Scorpaena pascuensis Eschmeyer & Allen, 1971
- Scorpaena pele  Eschmeyer & Randall, 1975
- Scorpaena pepo  Motomura, Poss & Shao, 2007
- Scorpaena petricola Eschmeyer, 1965
- Scorpaena plumieri Bloch, 1789
- Scorpaena porcus Linnaeus, 1758
- Scorpaena russula Jordan & Bollman, 1890
- Scorpaena scrofa Linnaeus, 1758
- Scorpaena sonorae Jenkins & Evermann, 1889
- Scorpaena stephanica Cadenat, 1943
- Scorpaena sumptuosa Castelnau, 1875
- Scorpaena thomsoni Günther, 1880
- Scorpaena tierrae Hildebrand, 1946
- Scorpaena uncinata de Buen, 1961